# Tupoljev Tu-124
Tupoljev Tu-124 (NATO oznaka: Cookpot) je sovjetski dvomotorni putnički avion kratkog doleta. Mogao je prevesti 56 putnika.

## Dizajn i razvoj
Avion je razvijen na osnovi Tupoljeva Tu-104 na zahtjev Aeroflota koji je tražio linijski putnički avion kako bi zamijenio svoje Ilyushine Il-14. Bio je vrlo sličan Tu-104 (samo umanjen)i bilo ih je teško razlikovati s veće udaljenosti. Avion ipak nije potpuna kopija Tu-104. Na Tu-124 su napravljene brojne prerade: ugrađena su zakrilca s dvostrukim prorezom, veliki centralni sustav zračnih kočnica i proširenje krila na prednjoj ivici njegovog korijena. Avion je koristio i jedan kočni padobran smješten u repnom konusu koji se aktivirao u slučaju slijetanja u opasnosti, za slijetanje na skliske površine i u slučaju niskog tlaka guma pri slijetanju na grube površine. Kao prvi avion kratkog doleta opremljen turbofen motorima imao je i povećanu iskoristivost goriva.

## Inačice
- Tu-124/Tu-124V - prva je proizvodna inačica. Međunarodna potražnja za ovim avionom je bila mala jer je većina inozemnih zrakoplovnih kompanija čekalo izlaza najavljenog Tupoljeva Tu-134.
- Tu-124K/Tu-124K2 - su bile VIP konfiguracije. Korišteni su u vojskama u Iraka, Kine i ratnom zrakoplovstvu Indije.
- Tu-124Sh-1 - vojna inačica korištena za obuku navigatora.
- Tu-124Sh-2 - vojna inačica korištena za obuku navigatora.

### Civilni korisnici
- Čehoslovačka - ČSA
- Njemačka Demokratska Republika - Interflug
- Irak - Iraqi Airways
- SSSR - Aeroflot

### Vojni korisnici
- NR Kina - Ratno zrakoplovstvo Kine
- Čehoslovačka - Ratno zrakoplovstvo Čehoslovačke
- Njemačka Demokratska Republika - Ratno zrakoplovstvo Istočne Njemačke
- Indija - Ratno zrakoplovstvo Indije
- Irak - Ratno zrakoplovstvo Iraka
- SSSR - Ratno zrakoplovstvo SSSR-a

## Tehničke karakteristike
Osnovne karakteristike
- dužina: 30,58 m
- raspon krila: 25,55 m
- površina krila: 119 m2
- visina: 8,08 m

Letne karakteristike
- najveća brzina: 907 km/h
- dolet: 2.100 km
- motor: 2× Soloviev D-20P turbofen motora